# Koindu
Koindu – miasto w Sierra Leone, w dystrykcie Kailahun w Prowincji Wschodniej. Według danych szacunkowych na rok 2007 liczy 13 206 mieszkańców (dane na podstawie World Gazetteer).